# Zentralsportgemeinschaft

ZSG Leinefelde

Eine Zentralsportgemeinschaft (Abkürzung ZSG) war eine Form von Sportgemeinschaften in der Sowjetischen Besatzungszone und in der DDR.

## Geschichte
Seit 1946 gab es vereinzelt erste Zentralsportgemeinschaften in der Sowjetischen Besatzungszone (z. B. ZSG der VEB Meißen).
Nach der Gründung des Deutschen Sportausschusses zur Organisation des Sportbetriebes in diesem Gebiet  am 1. Oktober 1948 wurden planmäßig Betriebssportgemeinschaften gebildet, die an sozialistische Unternehmen angebunden waren. Bald danach wurden auch Zentralsportgemeinschaften gegründet, in denen mehrere Sportgemeinschaften zusammengefasst wurden. So wurde die ZSG Industrie Leipzig aus 13 Betriebssportgemeinschaften und 5 Sportgemeinschaften gebildet.
Dieses geschah meist auf äußeren Druck. Einige Sportvereine, besonders die erfolgreicheren, sträubten sich zunächst, weil sie ihre Unabhängigkeit erhalten wollten, traten dann aber mit einiger Verzögerung doch bei. So trat der Fußball-Ostzonenmeister von 1948 SG Planitz erst nach einigen Widerständen der ZSG Horch Zwickau bei, die dann 1950 DDR-Fußballmeister wurde.
Die Zentralisierung hatte den Zweck, dass die sportliche Leistungsfähigkeit der lokalen Sportvereine, besonders in den Mannschaftssportarten Fußball, Handball, Hockey, Wasserball, und auch Leichtathletik gebündelt und gesteigert werden sollte. 
Die Zentralsportgemeinschaften und auch die Betriebssportgemeinschaften wurden als sozialistische Sportvereine besonders unterstützt.
So wurden die ZSG Union Halle 1949 Ostzonenmeister im Fußball und die ZSG Horch Zwickau 1950 DDR-Meister. Beide  wurden bei Entscheidungsspielen  mit der SG Friedrichstadt, dem Nachfolgeverein des zweimaligen Kriegsmeister Dresdner SC, nach Meinung des Dresdner Publikums auf grob unfaire Weise bevorteilt.
1950 fasste der Deutsche Sportausschuß den Beschluss, die Zentralsportgemeinschaften an jeweils einen Großbetrieb anzubinden und in Betriebssportgemeinschaften umzuwandeln. 
In den 1970er Jahren bildeten sich noch einmal einige Zentrale Sportgemeinschaften in kleineren Orten, diesmal aber auf freiwilliger Basis.

## Einzelne Zentralsportgemeinschaften (Auswahl)
Brandenburg
- ZSG Werner Seelenbinder Brandenburg
- ZSG Textil Cottbus
- ZSG Pionier Rüdersdorf
- ZSG Wittenberge, 1948–1949, Fußball, dann BSG Industrie Wittenberge[4]

Mecklenburg-Vorpommern
- ZSG Anker Wismar, 1949–1950, DS-Liga, dann BSG Anker Wismar

Sachsen
- ZSG Altenburg, DS-Liga
- ZSG Industrie Leipzig, 1949–1950, DS-Liga, auch Handball, Hockey, Leichtathletik, dann BSG Chemie Leipzig
- ZSG der VEB Meißen, 1946–1949, Handball, dann BSG Keramik Meißen
- ZSG Horch Zwickau, DDR-Fußballmeister 1950, dann BSG Horch Zwickau

Sachsen-Anhalt
- ZSG Union Halle, Fußball-Ostzonenmeister 1949